# Ал-Білузель
Ал-Білузе́ль (кат. el Vilosell, вимова літературною каталанською [əł βiłu'zεʎ]) — муніципалітет, розташований в Автономній області Каталонія, в Іспанії. Код муніципалітету за номенклатурою Інституту статистики Каталонії — 252537. Знаходиться у районі (кумарці) Ґаррігас (коди району — 18 та GG) провінції Льєйда, згідно з новою адміністративною реформою перебуватиме у складі Західної баґарії (округи). 